# Itremo
Itremo est une commune urbaine malgache située dans la partie centre de la région d'Amoron'i Mania.